# Eidgenössisches Scheller- und Trychlertreffen

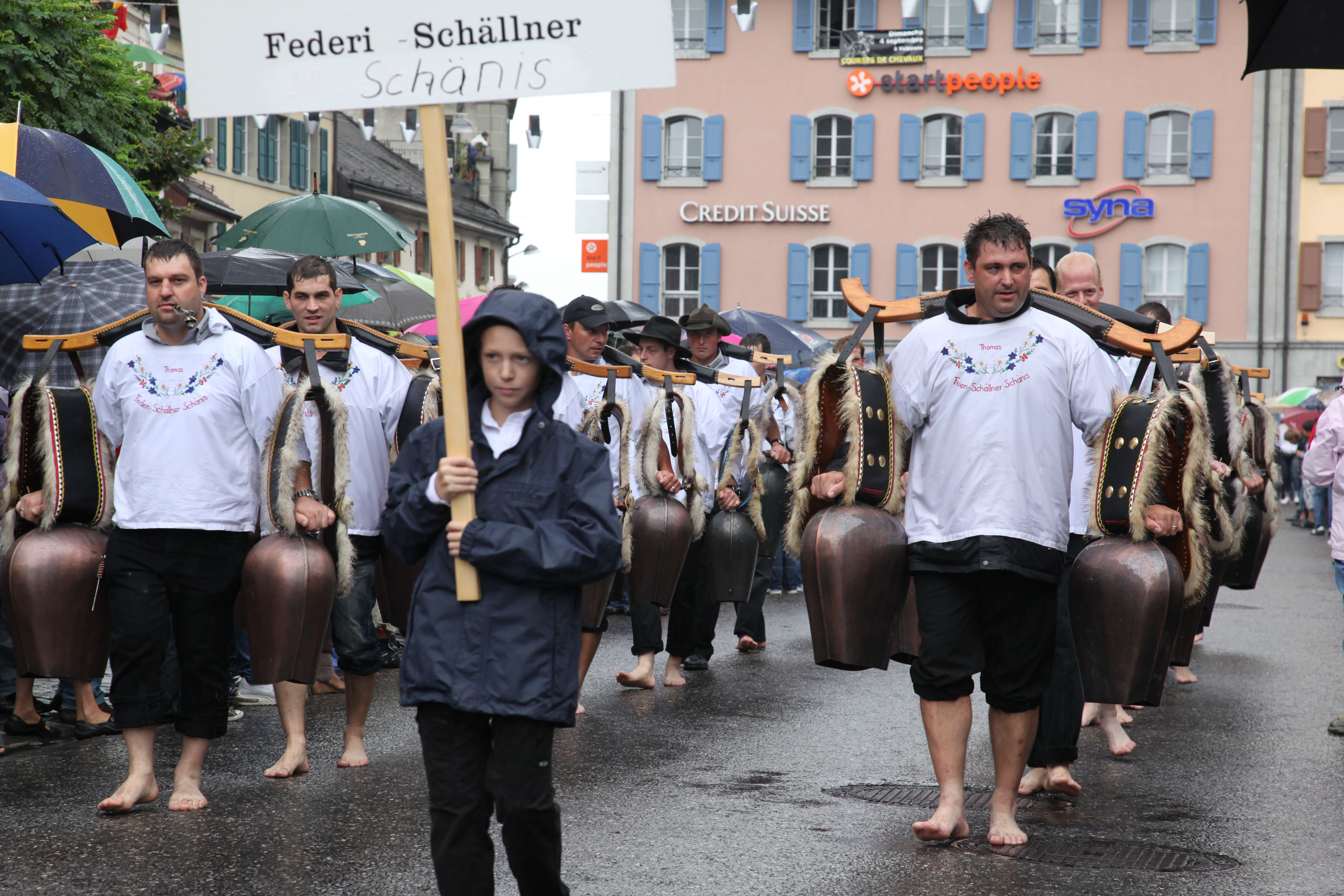
Jochträger Trychler, Federi Schällner, Schänis SG

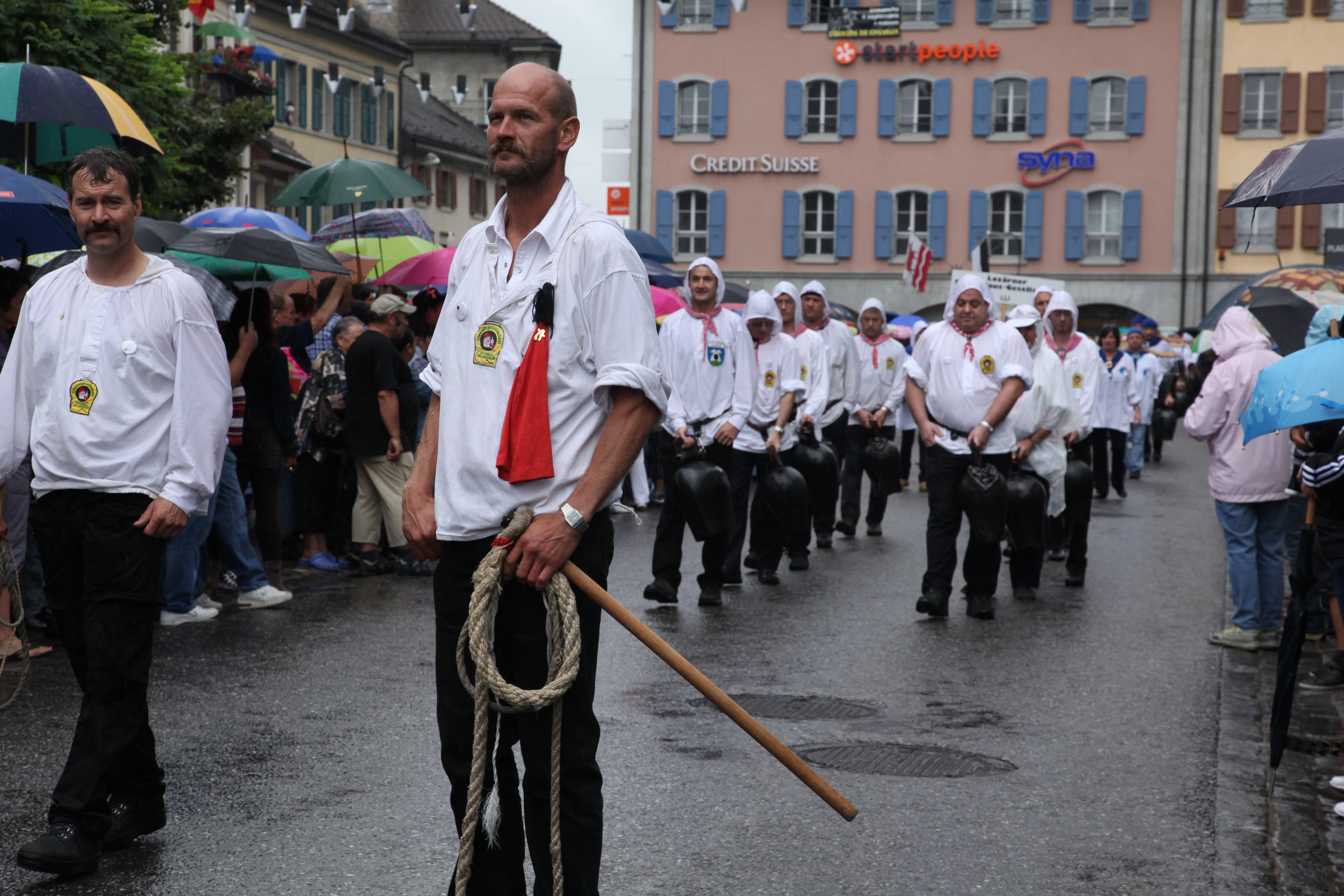
Geisslechlepfer Rotkreuz ZG

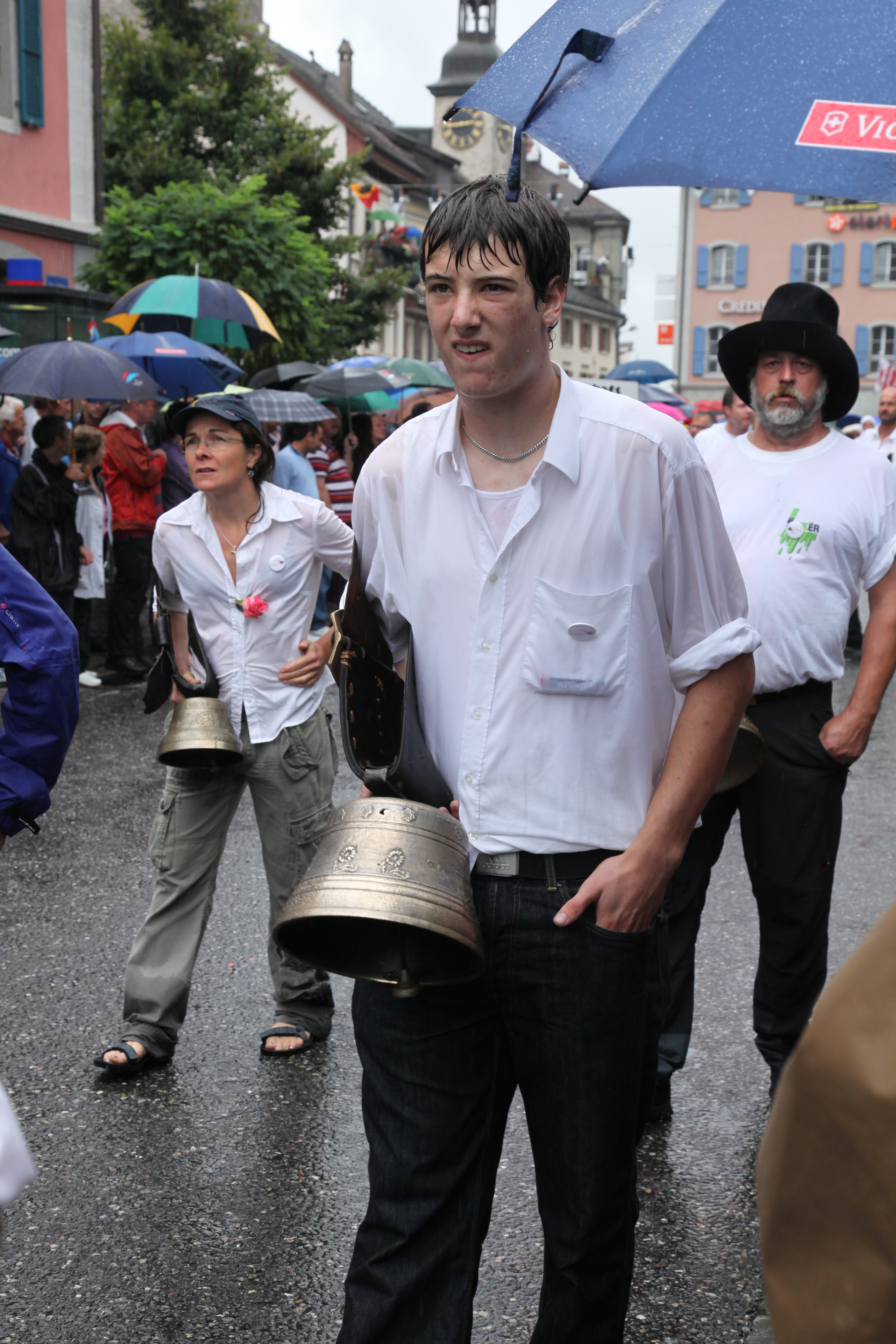
Scheller

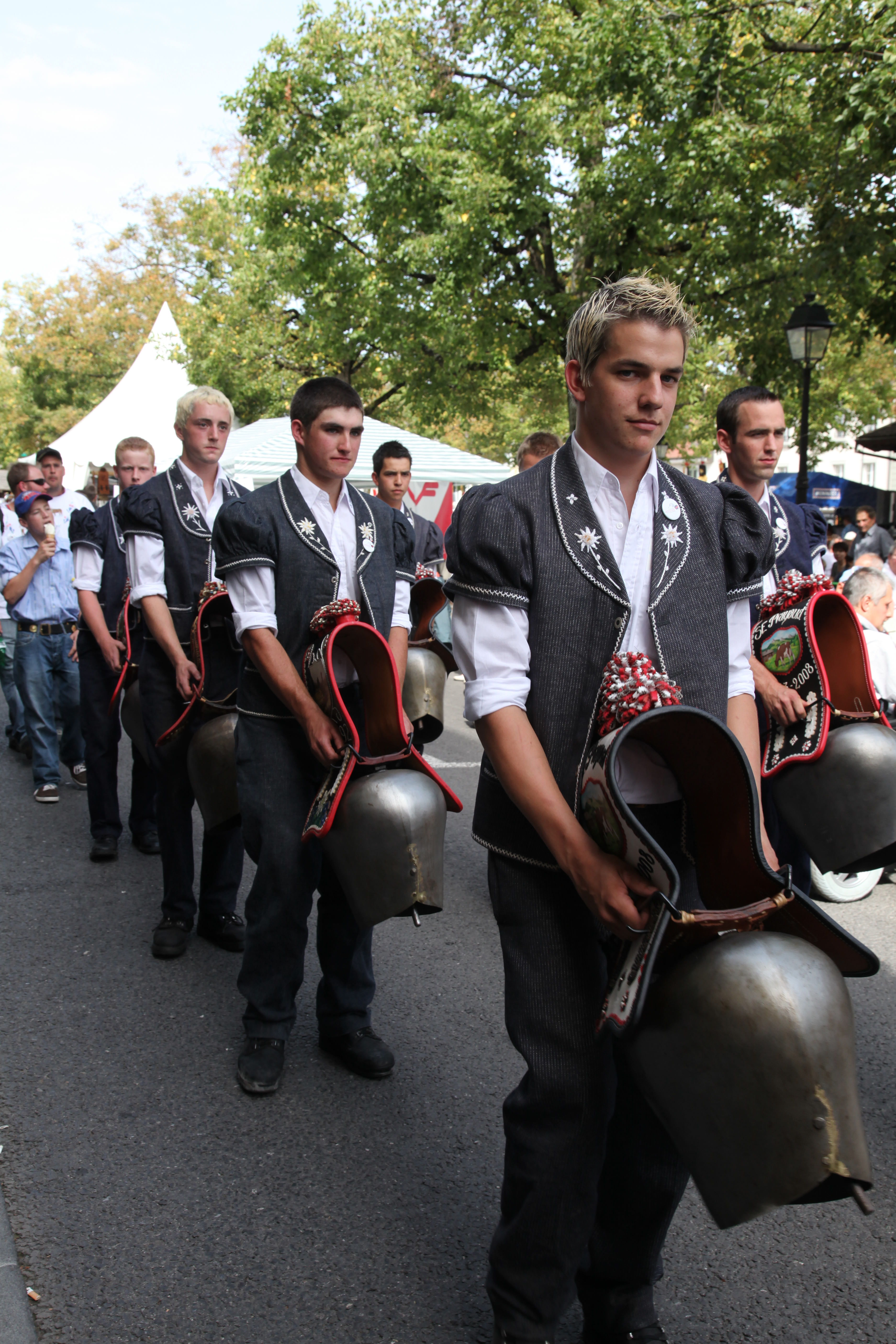
11. Eidgenössisches Scheller- und Trychlertreffen in Bulle 2011

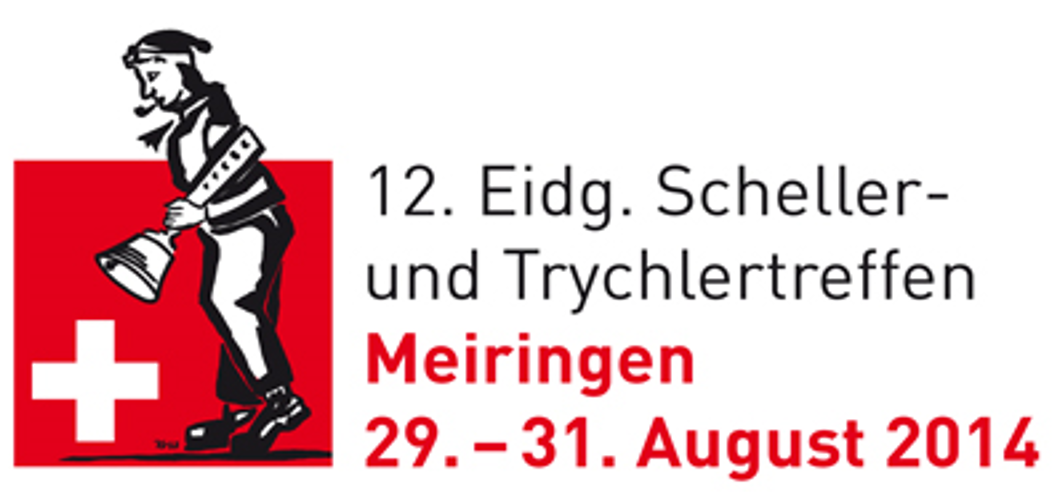

Das Eidgenössische Scheller- und Trychlertreffen (französisch Fête fédérale des sonneurs de cloches) ist eine Brauchtumsveranstaltung der Schweizer Scheller- und Trychlervereine, die als Eidgenössisches Fest durchgeführt wird.

## Geschichte
Das Schellen, Trycheln und Geisslechlepfe (Geisselklöpfen) geht auf alte Fasnachts- und Silvesterbräuche zurück, mit denen man glaubte, die bösen Geister in der dunklen Jahreszeit mit Lärm vertreiben zu können. Neben regional unterschiedlich ausgeprägten Bräuchen werden die Schellen und Treicheln für Kühe und Alpaufzüge verwendet. Prächtige Schellen und Treicheln waren schon immer der Stolz jedes Viehbesitzers.
In der Schweiz gibt es rund 3.800 in Vereinen organisierte Scheller und Treichler, mit Schwerpunkt in der Innerschweiz. Für die Umzüge werden die leichteren Treicheln aus gehämmertem Blech gegenüber den gegossenen Schellen bevorzugt. Die Treicheln werden einzeln oder zu zweit auf einem Joch getragen. Sie wiegen zwischen 15 und 20 Kilogramm und sind je nach Grösse von 1 bis 15 nummeriert. Die Nummer 15 ist die grösste und schwerste und diejenige mit dem tiefsten Ton. Eine Treichel kostet etwa 2000 Franken. Es gibt eine Vielfalt von regional unterschiedlichen Klängen, Klangkörpern und reich geschmückten Tragriemen. Die flachen Gotthard- und Prageltreicheln tönen anders als die bauchigen Froschmaultreicheln. Die grösste Vielfalt von Schellen, Treicheln und Treichelgruppen der Schweiz kommt am Eidgenössischen Scheller- und Trychlertreffen zusammen.
Seit 1979 bildet das alle drei Jahre stattfindende Eidgenössische Scheller- und Trychlertreffen den Höhepunkt der jährlichen regionalen und lokalen Brauchtumsveranstaltungen. Beim Scheller- und Trychlertreffen stehen das gemeinsame Erlebnis, die Begegnung und die Folklore im Mittelpunkt, es gibt keine Wettbewerbe oder Rangierungen. Am grossen Umzug am Sonntag versucht jede Gruppe ihre Eigenart und das regionale Kunsthandwerk zu präsentieren. Der Schlusspunkt des Treffens bildet das traditionelle «Uustrychle», eine ohrenbetäubende Klangdemonstration sämtlicher  Teilnehmer am gleichen Ort.
2014 nahmen am dreitägigen 12. Eidgenössischen in Meiringen rund 3.000 Scheller und Treichler und 35.000 Besucher teil. Am Sonntagmittag formierten sich 186 Gruppen zum Hauptumzug.

## Eidgenössischemit Austragungsort und Veranstalter
- 1. Euthal 1979, Trichlergruppe Euthal
- 2. Euthal 1984, Trichlergruppe Euthal
- 3. Schwyz 1987, Schwyzer Greifler
- 4. Interlaken 1990, Trychlerclub Unterseen
- 5. Turtmann 1993, Trichlerverein Turtmann
- 6. Rotkreuz 1996, Klausengruppe Rotkreuz
- 7. Wattwil 1999, Trychlerfründe Moslig
- 8. Meiringen 2002, vereinigte Trychelzüge Oberhasli[2]
- 9.  Turtmann 2005,  Trichlerverein Turtmann
- 10. Ingenbohl-Brunnen 2008, Greiflervereinigung Ingenbohl-Brunnen[3]

- 11. Bulle 2011,  Compagnons Sonneurs de Vuisternens-devant-Romont[4]

- 12. Meiringen 2014,  vereinigte Trychelzüge Oberhasli[5]
- 13. Märstetten 2017, Silvestertreichler Märstetten[6]
- 14. Bremgarten 2020, Freiämter Trychlerfründe[7]
- 15. Menzingen 2023, Trychlergruppe Menzingen[8]